# Oinville-sur-Montcient
Oinville-sur-Montcient ist eine französische Gemeinde mit 1.113 Einwohnern (Stand: 1. Januar 2022) im Département Yvelines in der Region Île-de-France. Sie gehört zum Arrondissement Mantes-la-Jolie und zum Kanton Limay. Die Einwohner nennen sich Oinvillois.

## Geografie
Oinville-sur-Montcient liegt etwa 40 Kilometer westnordwestlich von Paris. Oinville-sur-Montcient wird umgeben von den Nachbargemeinden Jambville im Norden, Seraincourt im Osten und Nordosten, Mézy-sur-Seine im Südosten, Juziers im Süden, Brueil-en-Vexin im Westen sowie Montalet-le-Bois im Nordwesten.

## Bevölkerungsentwicklung
| 1962                       | 1968 | 1975 | 1982 | 1990 | 1999 | 2006 | 2013 | 2021 |
| -------------------------- | ---- | ---- | ---- | ---- | ---- | ---- | ---- | ---- |
| 521                        | 491  | 798  | 750  | 925  | 1131 | 1131 | 1105 | 1095 |
| Quellen: Cassini und INSEE |      |      |      |      |      |      |      |      |

## Sehenswürdigkeiten

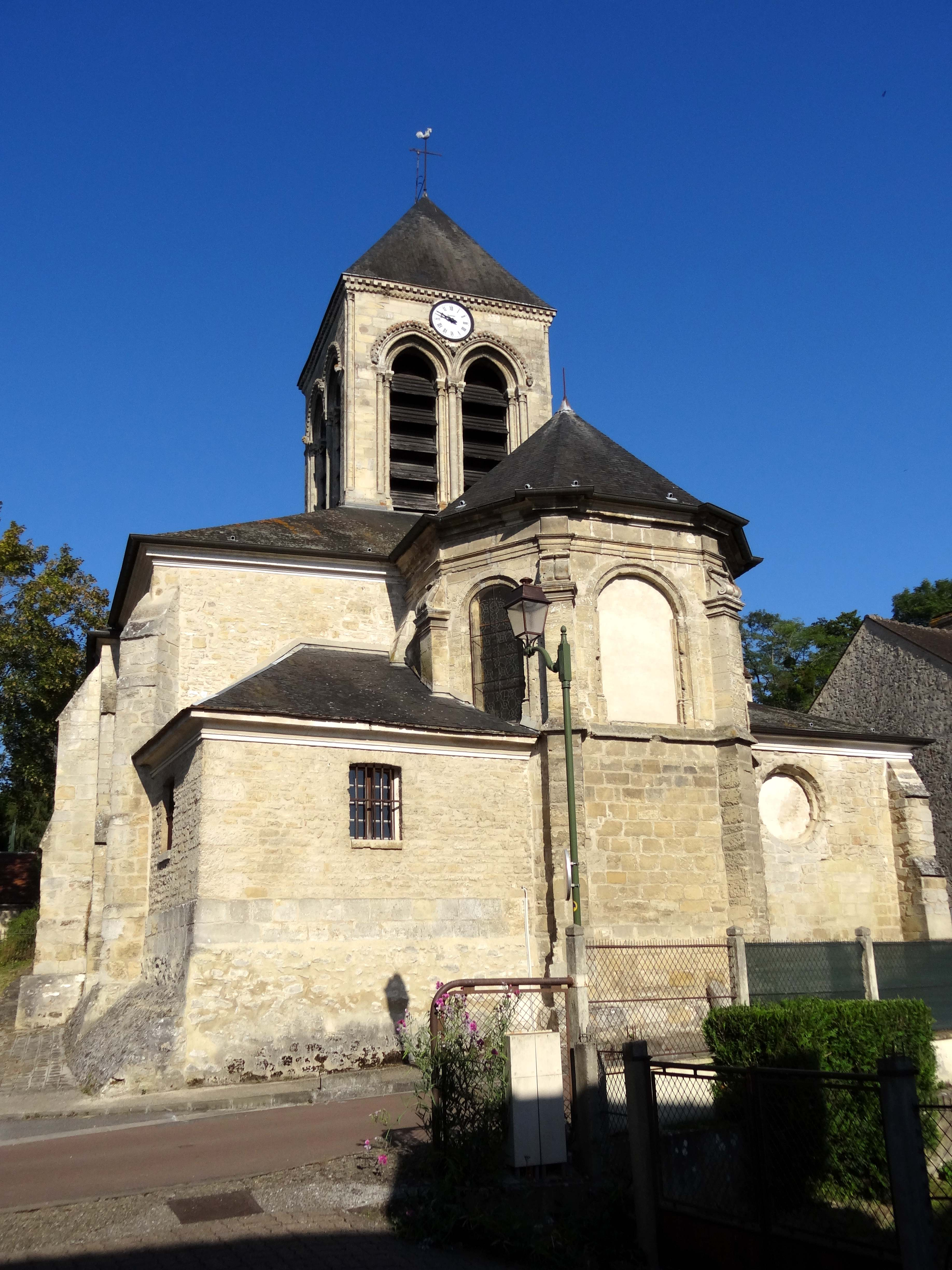
Kirche Saint-Séverin

- Kirche Saint-Séverin, 1127 erbaut, seit 1932 Monument historique